# 香蕉人的決定倒數計時
《香蕉人的決定倒數計時》（日语：／ bananaman no ketu dan made no kauntodaun */?），是富士電視台系列的星期五『COOL TV』在2014年4月11日至9月19日所播出的綜藝節目，由香蕉人所冠名。
2014年10月17日至2015年3月27日期間，播放了其續作《香蕉人的決定星期五!》（日语：／ bananaman no ketu dan ha kin youbi! */?）。